# Communauté rurale de Ndiéyène Sirah
La commune de Ndiéyène Sirakh (ou Ndiayène Sirakh) est une commune du Sénégal située dans l'Ouest du pays.
Elle fait partie de l'arrondissement de Thiénaba, du département de Thiès et de la région de Thiès. Elle a été créée en 1972 et son premier maire était Mamadou DIONE . Le maire actuel est Serigne Fallou Fall. La commune compte 37 villages 26 hameaux et sa population est supérieure à 30 000 habitants. L'activité principale est l'agriculture.la commune de NDIAYENE SIRAKH est bordée à l'EST par ndangualma, à l'ouest par la commune de ngoundiane,au Nord KHOMBOLE et au Sud par la commune de Fissel.